# Deportivo de La Coruña
Real Club Deportivo de La Coruña, S.A.D. je španski nogometni klub, ki je bil ustanovljen leta 1906.
Domače tekme igra na stadionu Riazor v La Coruñi. V sezoni 1999/2000 je edinkrat doslej osvojil špansko La Ligo.  

## Vidnejši uspehi
- La Liga: 
  - 1 – 1999-2000
- Copa del Rey: 
  - 2 – 1995, 2002
- Španski superpokal: 
  - 3 – 1995, 2000, 2002
- Druga liga: 
  - 4 – 1961-62, 1963-64, 1965-66, 1967-68
- Tretja liga: 
  - 1 – 1974-75
- Prvenstvo Galicije:
  - 6 – 1926-27, 1927-28, 1930-31, 1932-33, 1936-37, 1939-40

## Znani igralci
| - Argentina Fabricio Coloccini - Argentina Aldo Duscher - Argentina Victorio Cocco - Argentina Turu Flores - Argentina Lionel Scaloni - Argentina Predloga:ZD Gabriel Schürrer - Brazilija Bebeto - Brazilija César Sampaio - Brazilija Djalminha - Brazilija Predloga:ZD Donato - Brazilija Emerson - Brazilija Flávio Conceição - Brazilija Luizão - Brazilija Predloga:ZD Mauro Silva - Brazilija Rivaldo - Ilian Kiriakov - Emil Kostadinov - Kamerun Jacques Songo'o - Kanada Julian de Guzmán - Češka Petr Kouba | - Anglija Louie Donowa - Irska Joseph Kelly - Izrael Dudu Aouate - Mehika José Luis Borbolla - Mehika Andres Guardado - Maroko Noureddine Naybet - Maroko Salaheddine Bassir - Maroko Mustapha Hadji - Nizozemska Roy Makaay - Niger Peter Rufai - Paragvaj Roberto Acuña - Portugalska Jorge Andrade - Portugalska Pauleta - Portugalska Nuno Espírito Santo - Portugalska Hélder Cristóvão - Rusija Dmitri Radchenko - Srbija Miroslav Đukić - Srbija Goran Đorović - Srbija Slaviša Jokanović - Španija Luis Otero | - Španija Fran - Španija José Francisco Molina - Španija Amancio Amaro - Španija Pahiño - Španija Juan Carlos Valerón - Španija Luis Suárez - Španija Txiki Beguiristáin - Španija Julio Salinas - Španija Diego Tristán - Španija Pedro Uralde - Španija Voro - Španija Albert Luque - Španija Alvaro Arbeloa - Španija Víctor Sánchez - Španija Sergio González - Španija Joan Capdevila - Španija Manuel Pablo - Španija José Luis Ribera - Španija Enrique Romero - Španija José Emilio Amavisca | - Španija Francisco Buyo - Španija Javier Manjarín - Španija Rafael Martín Vázquez - Urugvaj Walter Pandiani - Urugvaj Martín Lasarte - Urugvaj Sebastián Abreu - Urugvaj Sergio Martínez - Urugvaj Gustavo Munúa - Venezuela Carlos |

## Znani trenerji
- Argentina Alejandro Scopelli, 1949-1950
- Argentina Predloga:ZD Helenio Herrera, 1952-53
- Argentina Luis Carniglia, 1964-1965
- Brazilija Carlos Alberto Silva, 1997-1998
- Španija Luis Suárez, 1978-1979
- Španija Arsenio Iglesias, 1970-1973, 1982-1985, 1987-1989, 1990-1995.
- Španija Javier Irureta, 1998-2005
- Španija Joaquín Caparrós, 2005-2007
- Španija Miguel Ángel Lotina, 2007-
- Madžarska Woggenhuber, 1928-1929
- Wales John Toshack, 1995-1997